# Gestreept traliedrijfhorentje
Het gestreept traliedrijfhorentje (Crisilla semistriata) is een slakkensoort uit de familie van de drijfhorens (Rissoidae). De wetenschappelijke naam van de soort werd in 1808, als Turbo semistriatus, voor het eerst geldig gepubliceerd door George Montagu. De soort wordt gevonden in de oostelijke Atlantische Oceaan van Noorwegen tot de Middellandse Zee.

## Beschrijving
De schelp van het gestreept traliedrijfhorentje, 3 mm hoog en 1,5 mm breed, bestaat uit vijf of zes licht gezwollen windingen. Deze zijn versierd met fijne ribbels (gerangschikt in de richting van de winding), ongeveer 24 in aantal. De laatste winding beslaat ongeveer twee-derde van de hoogte van de schelp. De kleur van de schelp is geelachtig, waarbij op de laatste winding min of meer duidelijk twee rijen roodbruine kommavormige vlekken zichtbaar zijn.
Het lichaam van de slak is vergelijkbaar met Manzonia crassa, maar met een korte palliale tentakel aan de linkerkant en een langere aan de rechterkant. De metapodiale tentakel is drielobbig, de operculaire lobben zijn geel.